# Lexa Doig
Lexa Doig, właściwie Alexandra L. Doig (ur. 8 czerwca 1973 w Toronto) – kanadyjska aktorka, znana z tytułowej roli w telewizyjnym serialu science-fiction Andromeda.
Aktorka ma pochodzenie irlandzkie, szkockie (ze strony ojca – Davida) i filipińskie (ze strony matki – Glorii). Od 2 sierpnia 2003 roku zamężna z aktorem Michaelem Shanksem, z którym ma dwoje dzieci – Mię Tabithę (ur. 13.09.2004) i Samuela Davida (ur. 19.03.2006). Mieszkają w Vancouver.

## Filmografia

### Filmy
- 2009: Fireball jako Ava
- 2008: Ba'al jako Pena
- 2007: Jasnowidzenie (Second Sight) jako Jenny Morris
- 2001: Jason X jako Rowen
- 2000: Tropiciel (The Tracker) jako Kim Chang
- 2000: Bez alibi (No Alibi) jako Camille
- 2000: Kryptonim Feniks (Code Name Phoenix) jako Conchita Flores
- 1999: Czarodziejka (Teen Sorcery) jako Mercedes
- 1997: Gdy moja śliczna śpi (While My Pretty One Sleeps) jako Tse Tse
- 1995: Jungleground jako Spider
- 1994: TekWar jako Cowgirl

### Seriale TV
- 2012-: Continuum: Ocalić przyszłość (Continuum) jako Sonya Valentine
- 2010: Tajemnice Smallville (Smallville) jako dr Christina Lamall (gościnnie)
- 2009: V: Goście (V) jako dr Leah Pearlman (gościnnie)
- 2006: Eureka jako dr Anne Young (gościnnie)
- 2005–2006: Instynkt mordercy (Killer Instinct) jako lekarka (gościnnie)
- 2005–2006: Nie z tego świata (Supernatural) jako Risa (gościnnie)
- 2004: Human Cargo jako Rachel Sanders
- 2004: 4400 (The 4400) jako Wendy Paulson (gościnnie)
- 2001–2004: The Chris Isaak Show jako Det. Lucy Ramirez (gościnnie)
- 2000–2005: Andromeda jako Andromeda/Rommie
- 1998: CI5: The New Professionals jako Tina Backus
- 1997–2002: Ziemia: Ostatnie starcie (Earth: Final Conflict) jako Joan Price (gościnnie)
- 1997–2002: Gwiezdne wrota (Stargate SG-1) jako dr Carolyn Lam (gościnnie)
- 1996–2000: Traders jako M.J.Sullivan (gościnnie)
- 1996–2000: Flash Gordon jako Dale Arden
- 1996–2000: F/X (F/X: The Series) jako reporterka (gościnnie)
- 1995–1996: TekWar jako Cowgirl
- 1995–1996: Taking the Falls  jako Netta (gościnnie)
- 1993–1997: Ready or Not jako recepcjonistka (gościnnie)
- 1991–1993: The Hidden Room jako Druga dziewczyna (gościnnie)